# 28 septembre 2005
Le mercredi 28 septembre 2005 est le 271e jour de l'année 2005.

## Décès
- Ihor Rybak (né le 21 mars 1934), haltérophile soviétique
- Leo Sternbach (né le 7 mai 1908), pharmacologue américain
- Enric Gensana (né le 3 juin 1936), footballeur international espagnol
- Pol Bury (né le 26 avril 1922), peintre et sculpteur belge
- Nzimbi Ngbale (né le 6 décembre 1944), militaire congolais

## Autres événements
- Parution des albums
  - Highest Hopes
  - All the Right Reasons
  - Vo Slavu Velikim!
- Début de diffusion de la série Merci, les enfants vont bien
- Sortie des films :
  - Twist
  - Fascination
  - Revolver (film) (en France)
  - The Prize Winner of Defiance, Ohio
- Première parution du 8e tome de la série Sillage : Nature humaine

- Début de l'UCI Asia Tour 2006
- Finale de la Coupe des États-Unis de soccer 2005
- Premier match de Chuck James

- Publication  de la norme ISO 19005-1

- Découverte de l'astéroïde (136518) Opitz
- Formation d'une Tempête subtropicale Sans-Nom

- Inscription au patrimoine culturel de la Grande mosquée de Mopti